# Le Pin-la-Garenne
Le Pin-la-Garenne là một xã thuộc tỉnh Orne trong vùng Normandie tây bắc nước Pháp. Xã này nằm ở khu vực có độ cao trung bình 167 mét trên mực nước biển.